# Verwaltungsgliederung Japans

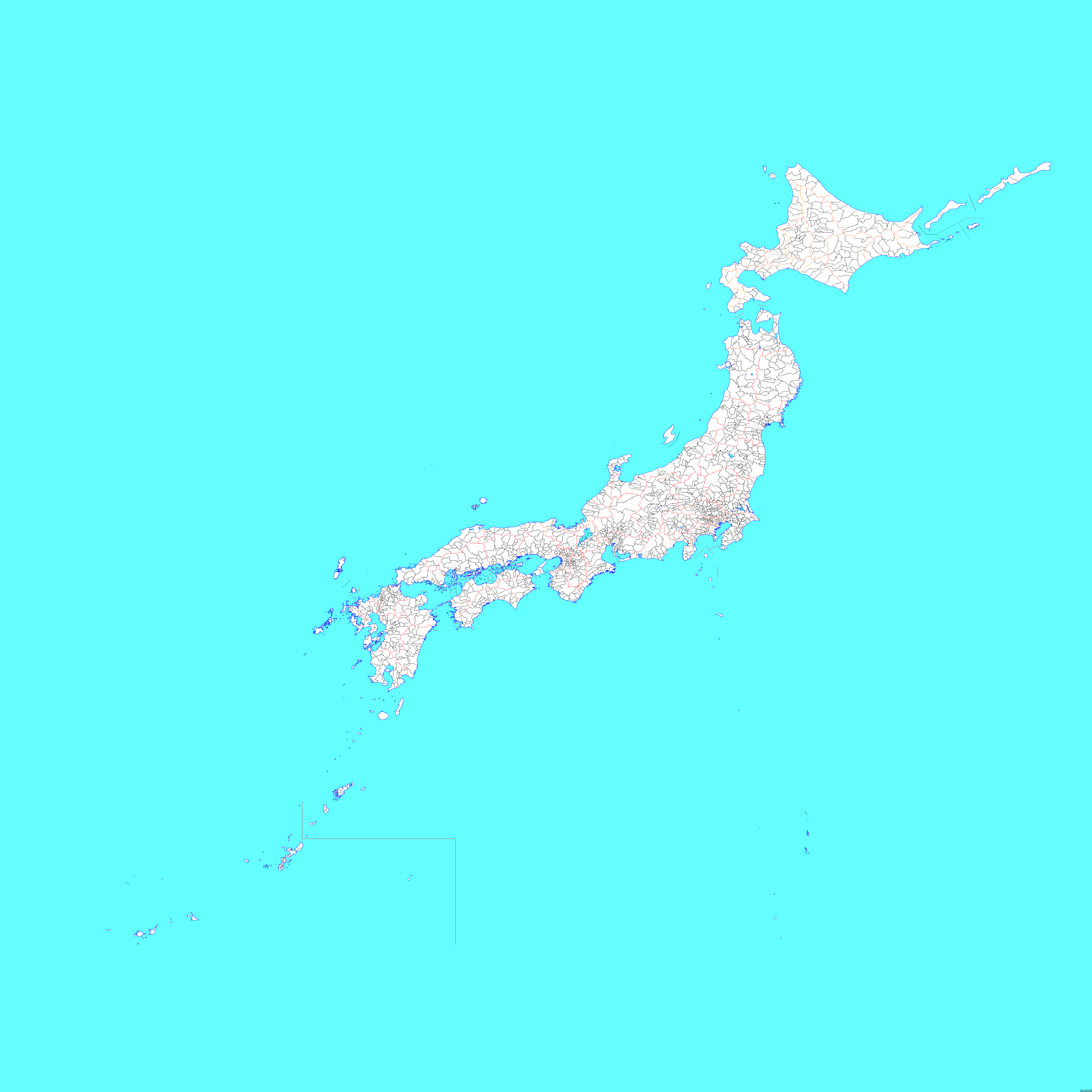
Präfekturen (rot) und Gemeinden (schwarz) Japans sowie Unterpräfekturen von Hokkaidō (rot/orange) und Verwaltungsbezirke von Großstädten (grau) 2014 (inklusive international umstrittenen Gebieten)

Die Verwaltungsgliederung Japans ist heute landesweit einheitlich: Es gibt zwei flächendeckende Verwaltungsebenen unter der Nationalregierung. Japan ist ein Einheitsstaat, seit der US-geführten Besatzungszeit mit gesetzlich relativ weitgehender lokaler Selbstverwaltung. Abgesehen von wenigen, in der Regel peripheren, unbewohnten Gebieten (manche Gewässer, Neulandgebiete, abgelegene Inseln), deren Zugehörigkeit ungeklärt oder zwischen mehreren Gebietskörperschaften umstritten ist, ist Japan flächendeckend in 47 Präfekturen (-to, -dō, -fu oder -ken) eingeteilt und die Präfekturen flächendeckend in Gemeinden (-shi, -ku, -chō/-machi oder -son/-mura). Die Gemeindeformen unterscheiden sich im Umfang ihrer Selbstverwaltung und es gibt Sonderformen von -shi mit ausgeweiteter Selbstverwaltung. Alle Präfekturen und Gemeinden haben seit 1947 per Verfassung und Selbstverwaltungsgesetz (chihō-jichi-hō) je einen direkt gewählten Verwaltungschef (Gouverneur/Bürgermeister) und je ein direkt gewähltes Parlament (ausgenommen kleine Gemeinden, die stattdessen optional per Generalversammlung der Bürger entscheiden können).
Zusätzlich gibt es vor allem zwei wichtige, nicht flächendeckende und nicht voll selbstverwaltende Einheiten: Bezirke (-ku) oder eindeutiger Verwaltungsbezirke (gyōsei-ku) unterteilen die (Stand: 2020) 20 designierten Großstädte; und Unterpräfekturen (-shichō und anderes) sind eine untergeordnete Verwaltungseinheit vor allem von Hokkaidō, der mit großem Abstand größten Präfektur, wo sie flächendeckend sind, und einigen anderen Präfekturen (nicht überall flächendeckend, etwa in der Präfektur Tokio nur für ihre Inselgemeinden).

## Historische Verwaltungseinheiten

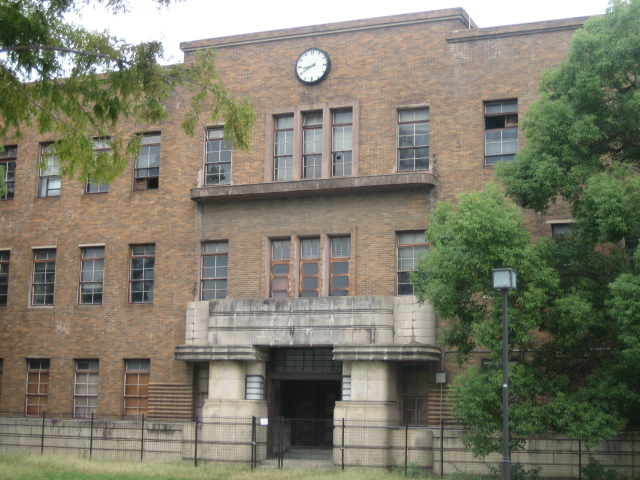
Der ehemalige Sitz des Gouvernements der Region Chūgoku (中国地方総監府), heute ein Gebäude der Universität Hiroshima

Manche historische Verwaltungseinheiten werden als geographische Einheiten weiter genutzt.
- Reichskreise/Großlandschaften (-dō) im Altertum, formal/zeremoniell/geographisch darüber hinaus
- Provinzen (kuni/-shū) im Altertum, formal/zeremoniell noch bis ins 19. Jahrhundert und als geographische Einteilung darüber hinaus, gelegentlich bis heute
- Kreise (kōri/-gun) im Altertum, formal/zeremoniell darüber hinaus, erneut zwischen 1878 und den 1920er Jahren und als geographische Einteilung bis heute
- Dörfer als Grundeinheit der Landvermessung/Besteuerung im Altertum und unter verschiedenen Neuordnungen durch die Zeitalter bzw. als Ortsteile zum Teil bis heute
- Ritter-/Adelsgüter (shōen) im Mittelalter
- Großlehen/Fürstentümer (nachträglich -han) in der frühen Neuzeit
- Verschiedene Shogunatsverwalter/Vögte (bugyō, daikan u. a.) und zugehörige Verwaltungen/Vogteien (bugyōsho, daikansho) für die Shogunatsdomäne der frühen Neuzeit
- nummerierte Groß- und Kleinbezirke (daiku/shōku) als Untergliederung der Präfekturen in der frühen Meiji-Zeit 1871–1878
- Stadtkreise/„Bezirke“ (-ku) als Unterteilung von Präfekturen für große Städte 1878–1889, in Hokkai-dō und Okinawa-ken noch bis in die 1920er Jahre
- ~Regional-/Lokalbüros (地方事務所 chihō jimusho) über den Gemeinden als de-facto-Reaktivierung der Landkreise in der Endphase des Zweiten Weltkriegs
- ~Regionalgouvernemente (地方総監府 chihō sōkanfu) über den Präfekturen in der Endphase des Zweiten Weltkriegs, siehe Regionen Japans#Im Zweiten Weltkrieg